# Голоколосов, Александр Александрович
Александр Александрович Голоколосов (28 января 1976, Одесса, УССР) — украинский футболист, выступавший на позиции нападающего. Воспитанник ДЮСШ «Динамо» (Киев). Известный благодаря выступлениям в составе одесского «Черноморца» и испанского клуба «Альбасете». В начале карьеры пробовал свои силы в футзале. После завершения активных выступлений начал карьеру селекционера.

## Биография
Александр Голоколосов — воспитанник футбольной школы «Динамо» (Киев), где учился в одной группе вместе с такими известными футбольными и футзальными личностями, как Андрей Шевченко, Вячеслав Кернозенко, Игорь Костюк, Виталий Брунько, Максим Павленко и другие. Впрочем, после выпуска из ДЮСШ закрепиться в динамовской системе Александру не удалось — отыграв во второй динамовской команде 50 матчей, он ни разу так и не отметился голом и получил предложение искать новый клуб.
После выступлений в винницкой «Ниве», длительного лечения от травмы и довольно успешного, но короткого, периода в ужгородской «Верховине» Александр впервые отправился покорять зарубежный чемпионат, приняв предложение словацкого клуба «Кераметал», где ему удалось набрать форму перед возвращением в родную Одессу. Александр забил 15 голов в 16 матчах в форме «Черноморца», благодаря чему его команде удалось повыситься в классе, однако в высшей лиге игра в Голоколосова не пошла и вскоре он оказался в составе луцкой «Волыни». К тому же постоянно беспокоила травма колена, полученная ещё Виннице.
В том же году в жизни футболиста произошли кардинальные изменения — он подписал контракт с испанским клубом «Альбасете». С начала речь шла о полугодовой аренде, однако пиренейских клуб настоял на подписании полноценного соглашения через удачную игру Голоколосова в матчах на предсезонных сборах, где он продемонстрировал довольно неплохие бомбардирские качества. Однако в официальных матчах поддержать такой же темп не удалось и Александр, выходивший в новом клубе преимущественно на замены, закончил сезон без забитых мячей за клуб. После того, как он получил сложную травму (разрыв крестообразных связок), стало очевидно, что в Испании ему сыграть не удастся.
Осенью 2002 года Голоколосов вернулся на Украину, где пытался трудоустроиться в киевской «Оболони», однако в конце концов оказался в уже знакомом ему клубе «ЗТС Дубница» (новое название клуба «Кераметал», за который играл Александр). В Словакии футболист сыграл 7 матчей, расписавшись однажды в воротах соперников, и принял решение о завершении карьеры. Повесив бутсы на гвоздь, Голоколосов некоторое время работал футбольным агентом в компании «Интерфутбол», а с сезона 2006/07 занимал должность селекционера в мариупольском «Ильичевце». С октября 2007 года выполняет аналогичные обязанности в клубе «Динамо» (Киев).

## Семья
- Отец — Голоколосов, Александр Николаевич (1955 г.р.). Советский и украинский футболист и тренер. Тренировал одесский «Черноморец», тираспольский «Шериф» и ряд других украинских, молдавский и казахских клубов.
- Сын — Голоколосов Даниэль Александрович (2002 г.р.). Занимался в ДЮСШ «Динамо» (Киев)[4].

## Достижения
- Серебряный призёр первой лиги чемпионата Украины: 1998/99